# Anna Netjajevskaja
Anna Aleksandrovna Netjajevskaja (ryska: Анна Александровна Нечаевская), född 21 augusti 1991, är en rysk längdskidåkare som debuterade i världscupen den 6 februari 2011 i Rybinsk i Ryssland där hon kom på en sjunde plats i stafetten.
Vid olympiska vinterspelen 2018 ingick Netjajevskaja i det ryska lag (tävlandes som OAR) som vann brons på 4 x 5 km. Tillsammans med Julija Belorukova, Anastasija Sedova och Natalja Neprjajeva tog hon en bronsmedalj vid VM i Seefeld 2019.